# 唐普勒勒盖拉尔
唐普勒勒盖拉尔（法語：Templeux-le-Guérard，法語發音：[tɑ̃plø lə ɡeʁaʁ]）是法国上法蘭西大區索姆省的一个市镇，属于佩罗讷区。

## 地理
唐普勒勒盖拉尔（49°57'47"N, 3°8'53"E）面积6.48 平方千米，位于法国上法蘭西大區索姆省，该省份为法国北部沿海省份，北起加来海峡省和北部省，西接滨海塞纳省和大西洋英吉利海峡，南至瓦兹省，东临埃纳省。
与唐普勒勒盖拉尔接壤的市镇（或旧市镇、城区）包括：阿日库尔、埃斯贝库尔、鲁瓦塞勒、龙苏瓦、维莱福孔。

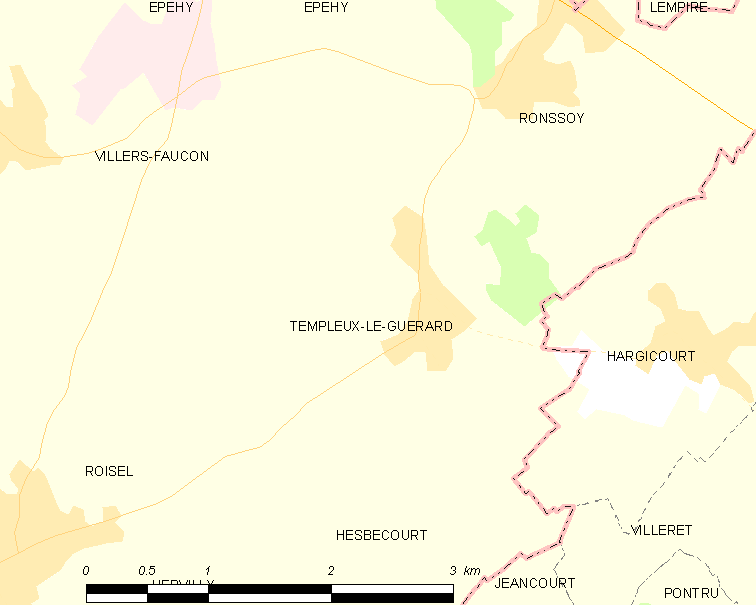
唐普勒勒盖拉尔的OSM定位图

唐普勒勒盖拉尔的时区为UTC+01:00、UTC+02:00（夏令时）。

## 行政
唐普勒勒盖拉尔的邮政编码为80240，INSEE市镇编码为80748。

## 政治
唐普勒勒盖拉尔所属的省级选区为佩罗讷县。

## 人口

1962-2008年间唐普勒勒盖拉尔人口变化图示

唐普勒勒盖拉尔于2022年1月1日时的人口数量为196人。